# Футбол 1860 года
«Футбол 1860 года» — роман Кэндзабуро Оэ, в котором события, раздёленные столетним промежутком, синхронно разворачиваются в одном и том же месте. Оригинальное название романа — «Футбол первого года Манъэн» (яп. 万延元年のフットボール Манъэн ганнэн но футтобо:ру) — отсылает к девизу правления Императора Комэя.
Как и многие другие романы писателя, «Футбол 1860 года» построен на нескольких формирующих структуру стержневых образах-деталях: одним из них, по словам самого автора, здесь стала фраза «Сказать правду?» из стихотворения Сюнтаро Таникава «Крылья птицы». Она не только дала название одной из центральных глав, но также определила ритм и стала лейтмотивом второй половины произведения, которая фактически развернулась из этой фразы.
Роман был опубликован в 1967 году издательством «Коданся», в течение одного года выдержал 11 изданий и был удостоен премии Танидзаки. Наряду с «Личным опытом», роман стал одним из наиболее известных сочинений писателя и во многом определил выбор жюри в пользу Оэ при присуждении ему Нобелевской премии по литературе в 1994 году.

## Сюжет
Роман рассказывает историю двух братьев в начале 1960-х годов: рассказчик Мицусабуро (одноглазый женатый преподаватель английского языка в Токио) и его младший брат Такаси, который только что вернулся из США. Мицусабуро и его жена, Нацуми, прошли через ряд кризисов. Они оставили своего физически и умственно отсталого ребёнка в медицинском учреждении; одновременно с этим друг Мицусабуро покончил с собой. Нацуми стала алкоголиком. Мицусабуро оставляет свою работу, и они все едут в родную деревню братьев, расположенную в лесу на Сикоку.

## Переводы на другие языки
«Футбол 1860 года» переведён на английский, венгерский, испанский, итальянский, немецкий, польский, русский, французский и эстонский языки. На английском языке опубликован под названием The Silent Cry («Тихий плач»).